# Gran Alianza (Bangladesh)

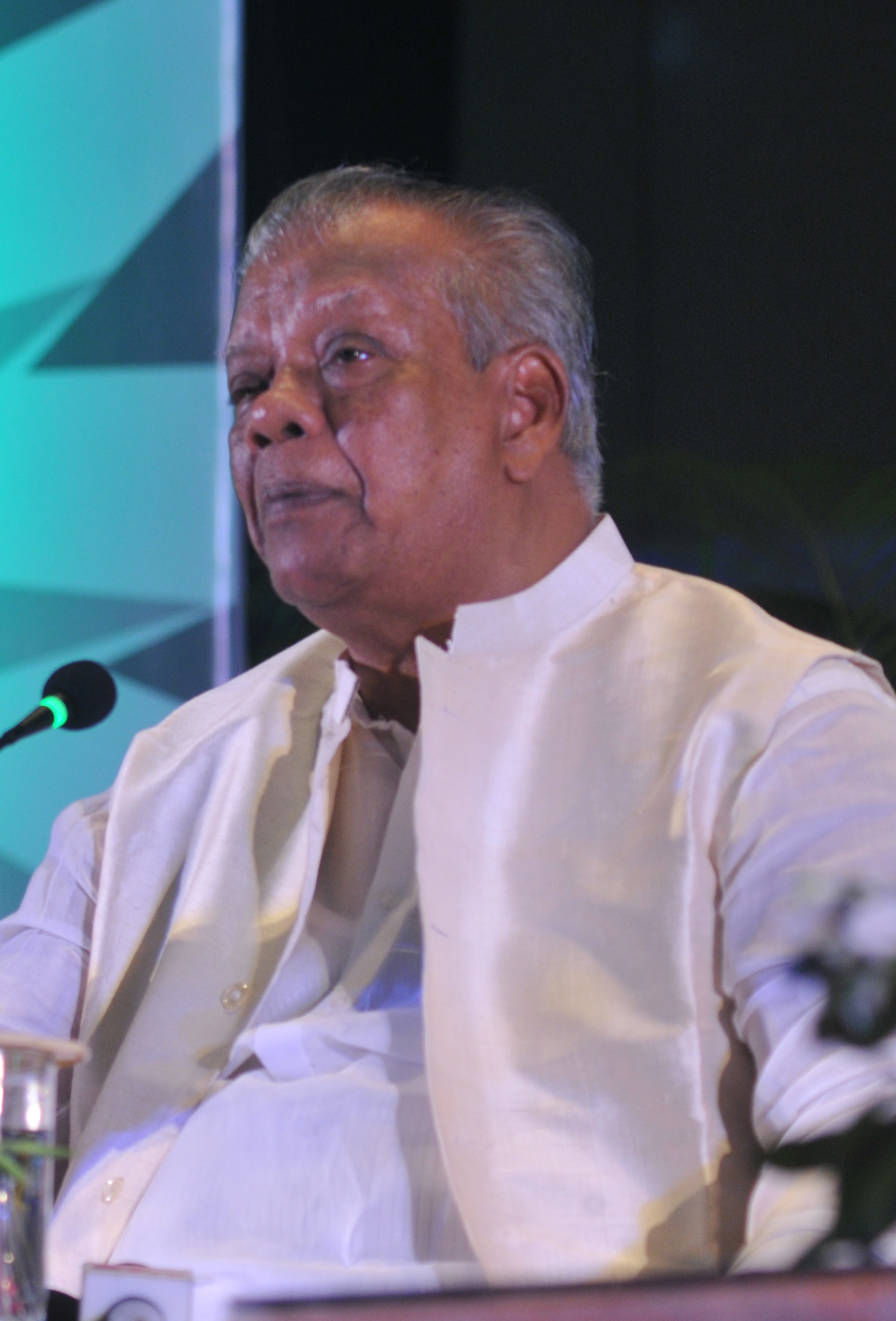
Amir Hossain Amu, ex Ministro de Industria de Bangladesh y miembro de la Liga Awami de Bangladesh y coordinador y portavoz de la Gran Alianza

La Gran Alianza ( en bengalí: মহাজোট  ) es una gran alianza electoral bangladesí de partidos políticos de derecha a extrema izquierda que lidera la Liga Awami de Bangladesh, formada antes de las elecciones generales de 2008.  El partido fue una fusión de facto de la Alianza de 14 Partidos con el Partido Jatiya y el PLD, aunque la Alianza de 14 Partidos permaneció activa individualmente. La Gran Alianza se reforma periódicamente antes de las elecciones.
Existe una confusión común de que la Alianza de los 14 Partidos y la Gran Alianza son lo mismo. Mientras que la Alianza de 14 Partidos es la alianza política "idealista" entre la Liga Awami y los partidos socialistas seculares, que está activa en la política cotidiana, la Gran Alianza es una alianza electoral más grande antes de las elecciones.

## Afiliación
| Fiesta | Fiesta                           | Miembros del Parlamento | Alcaldes de la ciudad |
| ------ | -------------------------------- | ----------------------- | --------------------- |
| 1      | Liga Awami                       | 0                       | 0                     |
| 2      | Partido Jatiya (Ershad)          | 0                       | 0                     |
| 3      | JaSad                            | 0                       | 0                     |
| 4      | Fiesta Jatiya (Manju)            | 0                       | 0                     |
| 5      | Federación Tarikat de Bangladesh | 0                       | 0                     |
| Total  | Total                            | 274/350                 | 0/12                  |

## Miembros del partido

### Miembros actuales
Lista de partidos políticos aliados con Gran Alianza :
- Liga Awami
- Jatiya Samajtantrik Dal
- Fiesta Jatiya (Manju)
- Federación Tarikat de Bangladesh
- Dol Ganatantri
- Partido Comunista de Bangladesh (Marxista-Leninista) (Barua)
- Bikalpa Dhara en Bangladesh
- Bangladesh Jatiya Samajtantrik Dal

### Antiguos miembros
- Partido Jatiya (Ershad) (junio de 1996-2001); (2008-2019) [4]
- Partido Liberal Democrático (2008-2012) [5]

## Historia electoral

### Jatiya Sangsad
| Elección | Asientos ganados | Cambiar   | Porcentaje de votos |  |  |
| -------- | ---------------- | --------- | ------------------- |  |  |
| 2008     | 263/300          | Nuevo     | 56,45%              |  |  |
| 2014     | 284/300          | </img> 21 | 83,54%              |  |  |
| 2018     | 289/300          | </img> 9  | 83,22%              |  |  |
| 2024     | 226/300          | </img> 63 | xxx.xxx%            |  |  |